# Vossa Excelência
"Vossa Excelência" é uma canção do grupo Titãs, lançada em 2005 durante a crise do Mensalão, cantada por Paulo Miklos. Foi tocada pela primeira vez no dia 5 de agosto de 2005 numa apresentação no Circo Voador, no Rio de Janeiro, cerca de dez dias após ser finalizada.
O vídeo ao vivo da faixa foi indicado ao MTV Video Music Brasil 2006.
A banda afirma ter sido informada pela gravadora na época que as rádios de Brasília (capital do Brasil) não estavam tocando a faixa, embora algumas rádios do eixo Rio-São Paulo também tenham evitado colocá-la no ar. Na época, o guitarrista e coautor da faixa Tony Bellotto disse acreditar que muitas rádios da capital brasileira teriam "rabo preso" com políticos, e que as rádios do eixo Rio-São Paulo poderiam estar com medo de ofender algum político. Apesar deste problema, esteve na 95ª posição entre as 100 músicas mais executadas no Brasil naquele ano.

## Composição e letra
Comentando sobre a faixa, Tony disse:
| “ | Nesse último ano, especificamente, em que vimos tantas denúncias de corrupção aí em Brasília, não conseguimos ficar sem reação, não tínhamos como ficar parados diante de tanta indignação. Mas nossa preocupação não era - nem nunca foi - fazer uma música panfletária, não é isso. Acima de tudo, nossa maior preocupação sempre foi compor música. E Vossa Excelência, antes de ser música de protesto, é um bom rockn'roll. | ” |

Por outro lado, defendeu que a faixa não generaliza a corrupção em Brasília.
| “ | (...) é uma agressividade genuína. Não generalizamos. Não estamos dizendo que todo político é ladrão, todo político é corrupto. Nós sabemos que tem pessoas legais ali no Congresso. Você pode notar que os xingamentos são no singular. "Corrupto", "ladrão". Isso porque nos referimos a políticos individuais, a quem efetivamente roubou, enganou o povo. Quando usamos palavrões, nunca é gratuito. É que tem horas que só um palavrão exprime o sentimento exato. | ” |

Sobre a composição dela, ele disse que a iniciativa partiu do vocalista e guitarrista Paulo Miklos (outro coautor da faixa), que já vinha rabiscando ideias para o então futuro novo disco do grupo, MTV ao Vivo, de onde o single seria extraído. A faixa ficou pronta em três dias e, para Tony, "nasceu bem espontânea, no calor dos acontecimentos. (...) A letra acabou surgindo com aquela veia cômica e mordaz do Miklos (...). E tem aquele refrão indignado que representa - eu acho - as palavras que todo mundo queria usar naquela hora. Acho que expressa a vontade da população de xingar, botar pra fora o sentimento de indignação".
Quando perguntado sobre sua opinião acerca do fato de poucos artistas terem se manifestado sobre os escândalos da época, Tony disse que "a maior parte da classe sempre apoiou o [então presidente do Brasil] Lula. Não sei se as pessoas se sentiram com o rabo preso, se ficaram em cima do muro como o próprio Lula".
Por outro lado, disse ser simpático ao então presidente, embora tenha se decepcionado com o que ele percebeu como "timidez" frente ao escândalo. "Sempre gostei muito dele e acho que toda essa lama não destrói o cara brilhante que ele era, que ele é. Mas ele deixou a desejar com essa atitude dele. Teria de ser mais claro, mais enfático e, no entanto, diante de toda essa bandalheira, ficou em cima do muro."
Paulo, por sua vez, disse querer que a canção "suplante a crítica oportunista e sirva para denunciar a 'corrupção crônica' que assola o País não é de hoje e 'transforma todo mundo em cúmplice'."

## Créditos
De acordo com o encarte do disco MTV ao Vivo, de onde o single foi extraído:
- Paulo Miklos - vocais e guitarra
- Branco Mello - vocais de apoio
- Sérgio Britto - vocais de apoio
- Tony Bellotto - guitarra
- Charles Gavin - bateria

Músicos de apoio
- Lee Marcucci - baixo